# 北海道道111号静内中札内線
北海道道111号静内中札内線（ほっかいどうどう111ごう しずないなかさつないせん）は、北海道新ひだか町と中札内村を結ぶ道道（主要地方道）である。

## 概要

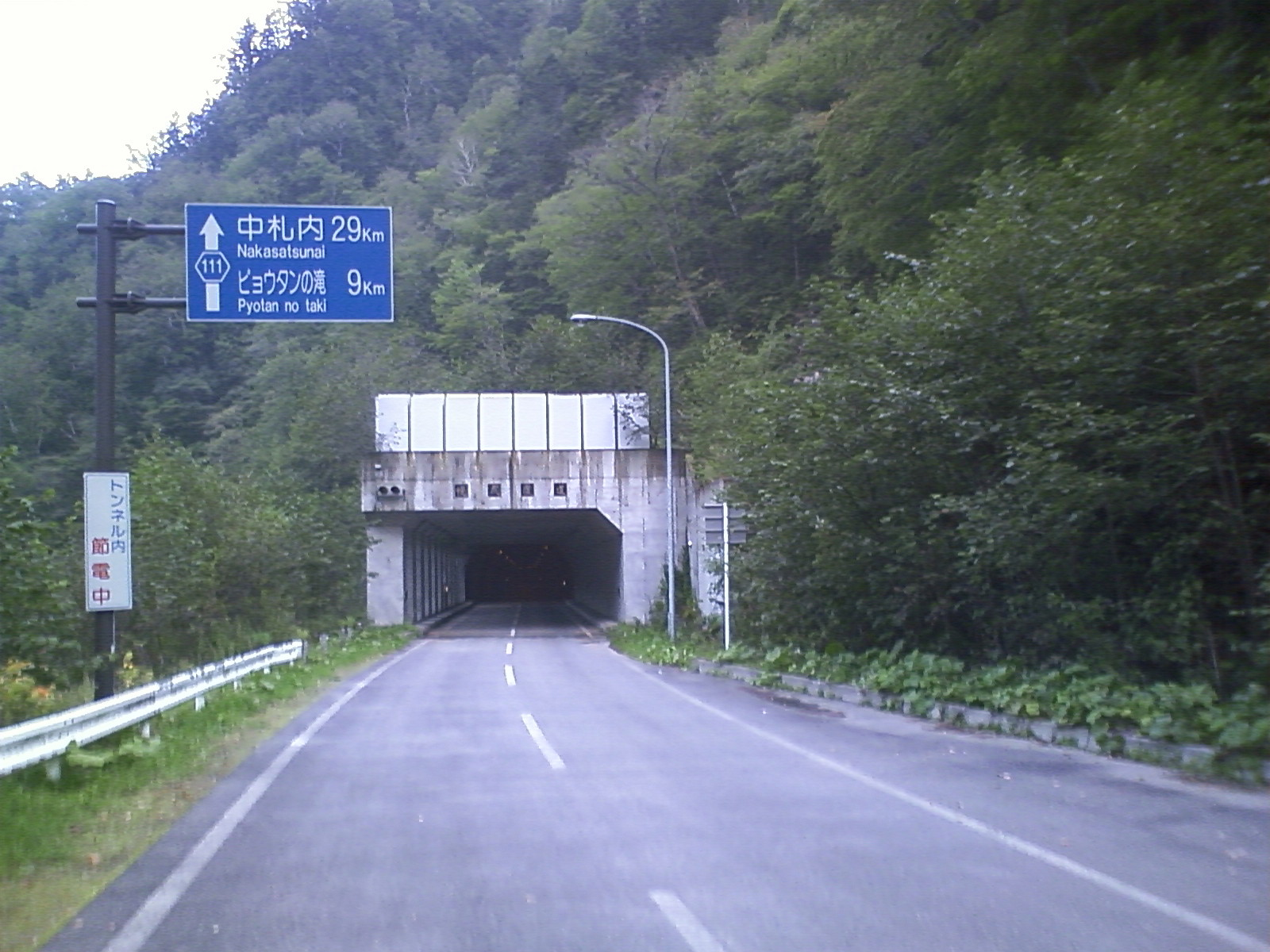
北海道道111号幌尻覆道（舗装道終点）

現在開通している区間については、工事計画が中止された2003年までの間に、工期19年、建設費約540億円が費やされている。
日高山脈を貫く21.3 kmの未開通区間については、両町村の境界に掘削予定の静中トンネル（延長4,782 m）を含む7.4 kmは未着工となっている。
この未開通区間については追加で約40年の工期と約980億円が必要になること、また、自然保護の流れに伴い計画見直しが行われ、2003年（平成15年）8月8日に北海道開発局より計画の凍結（実質中止）が発表された。

### 路線データ
- 起点：北海道日高郡新ひだか町静内田原（北海道道71号平取静内線・北海道道1025号静内浦河線交点）
- 終点：北海道河西郡中札内村東1条南8丁目（国道236号交点）
- 総延長：79.601 km[3]
- 実延長：72.747 km[3]
- 重用延長：6.854 km[3]
- 未舗装延長：36.052 km[3]

### 道路管理者
- 胆振総合振興局 室蘭建設管理部 門別出張所
- 十勝総合振興局 帯広建設管理部 事業課

## 歴史
- 1927年（昭和2年） - 北海道第二期拓殖計画において道路代替として簡易軌道上札内線の幸震（大正） - 上札内の敷設が計画される。中札内側のルーツ[要出典]。
- 1967年（昭和42年）3月31日 - 静内（現・新ひだか）側が道道577号高見静内停車場線に認定される[4]。
- 1980年（昭和55年）12月27日 - 道道577号を廃止し[5]、道道991号静内中札内線を認定される[6]。
- 1993年（平成5年）5月11日 - 建設省から、道道静内中札内線が静内中札内線として主要地方道に指定される[7]。
- 1994年（平成6年）10月1日 - 路線番号を111号に変更[8]。
- 2003年（平成15年）8月8日 - 静中トンネルを含む未開通部分について、計画中止。

## 路線状況

### 通称
- 日高横断道路

### 重複区間
- 北海道道55号清水大樹線（河西郡中札内村上札内 - 東1条南8丁目〈終点〉）

### 道路施設

#### 主なトンネル
- あかしやトンネル (654 m) 通行止め
- かつらトンネル (279 m) 通行止め
- にれトンネル (383 m)
- かんばトンネル (761 m)
- みずきトンネル (244 m)
- かしわトンネル (614.8 m)
- いたやトンネル (730 m)
- しんぱくトンネル (407.5 m)

## 地理

### 通過する自治体
- 日高振興局
  - 日高郡新ひだか町
- 十勝総合振興局
  - 河西郡中札内村

### 交差する道路
新ひだか町
- 北海道道71号平取静内線 - 静内田原（起点）
- 北海道道1025号静内浦河線 - 静内田原（起点）

中札内村
- 北海道道55号清水大樹線 - 上札内東、1条南8丁目（重複）
- 北海道道240号上札内帯広線 - 上札内
- 国道236号 - 東1条南8丁目（終点）

### 沿線にある施設など
新ひだか町
- 静内ダム
- 高見ダム、高見湖

中札内村
- 札内川ダム
- ピョウタンの滝